# Ноосфера
Ноосфе́ра (от др.-греч. νοῦς «разум» + σφαῖρα «шар»; дословно «сфера разума») — гипотетическая сфера взаимодействия общества и природы, в границах которой разумная человеческая деятельность становится определяющим фактором развития (эта сфера обозначается также терминами «антропосфера»).
Ноосфера — предположительно новая, высшая стадия эволюции биосферы, становление которой связано с развитием общества, оказывающего глубокое воздействие на природные процессы.
Согласно В. И. Вернадскому, «в биосфере существует великая геологическая, быть может, космическая сила, планетное действие которой обычно не принимается во внимание в представлениях о космосе… Эта сила есть разум человека, устремленная и организованная воля его как существа общественного».

## Возникновение и эволюция понятия
Понятие «ноосфера» было предложено профессором математики Сорбонны Эдуардом Леруа, который трактовал её как «мыслящую» оболочку, формирующуюся человеческим сознанием. Э. Леруа подчёркивал, что пришёл к этой идее совместно со своим другом — геологом и палеонтологом-эволюционистом, и католическим философом Пьером Тейяром де Шарденом. При этом Леруа и Шарден основывались на лекциях по геохимии, которые в 1922—1923 годах читал в Сорбонне Владимир Вернадский.
Наиболее полное воплощение теория Леруа нашла в разработке Тейяра де Шардена, который разделял не только идею абиогенеза (оживления материи), но и идею, что конечным пунктом развития ноосферы будет слияние с богом. Развитие ноосферного учения связано в первую очередь с именем Вернадского. По мнению проф. Киевского университета А. С. Гальчинского: «Идеи основателей теории ноосферы — В. Вернадского и П. Тейяра де Шардена — по сути, берут свое начало от Маркса».
В основе теории ноосферы Леруа лежат представления Плотина (205—270) об эманации Единого (непознаваемой Первосущности, отождествляемой с Благом) в Ум и мировую Душу, с последующей трансформацией последних снова в Единое. Согласно Плотину, сначала Единое выделяет из себя мировой Ум (нус), заключающий в себе мир идей, затем Ум производит из себя мировую Душу, которая дробится на отдельные души и творит чувственный мир. Материя возникает как низшая ступень эманации. Достигнув определённой ступени развития, существа чувственного мира начинают осознавать собственную неполноту и стремиться к приобщению, а затем и слиянию с Единым.
Эволюционная модель Леруа и Тейяра де Шардена повторяет основные положения неоплатонизма. Разумеется, возникновение Вселенной, появление и развитие жизни на Земле описывается в терминах современной науки, но принципиальная схема концепции соответствует принципам неоплатоников. Человек у Плотина стремится выйти за пределы Души в сферу Разума, чтобы затем, через экстаз, приобщиться к Единому. Согласно де Шардену, человек также стремится перейти в сферу разума и раствориться в боге.
Идеи Плотина были восприняты Леруа в бергсонианском духе. Влияние Анри Бергсона на создание теории ноосферы заключалось главным образом в выдвинутом им положении о творческой эволюции («L'évolution créatrice», 1907. Русский перевод: «Творческая эволюция», 1914). Подлинная и первоначальная реальность, по Бергсону, — жизнь как метафизически-космический процесс, творческая эволюция; структура её — длительность, постигаемая только посредством интуиции, различные аспекты длительности — материя, сознание, память, дух. Универсум живёт, растёт в процессе творческого сознания и свободно развивается в соответствии с внутренне присущим ему стремлением к жизни — «жизненным порывом» (l'élan vital).
Влияние Бергсона прослеживается и у де Шардена. В частности, в «Феномене человека» он несколько раз обращается к бергсоновским категориям порыва (l'élan) и длительности (durée).
Антрополог и этнограф Д. Н. Анучин в 1902 году ввел в научный оборот термин «антропосфера».
После проведения в Стокгольме Международной конференции о состоянии природной среды (1972) термины «экология» и «ноосфера» стали популярными из-за угрозы экологической катастрофы.

## В. И. Вернадский о ноосфере
По обобщениям Ф. Т. Яншиной, В. И. Вернадский сформулировал следующие 12 условий ноосферы в будущем:
1. Заселение человеком всей планеты.
2. Резкое преобразование средств связи и обмена между разными странами.
3. Усиление связей, в том числе политических, между государствами Земли.
4. Преобладание геологической роли человека над другими геологическими процессами, протекающими в биосфере.
5. Расширение границ биосферы и выход в Космос.
6. Открытие новых источников энергии.
7. Равенство людей всех рас и религий.
8. Увеличение роли народных масс в решении вопросов и внутренней политики.
9. Свобода научной мысли и научного искания от давления религиозных, философских и политических построений и создание в общественном и государственном строе условий, благоприятных для свободной научной мысли.
10. Подъём благосостояния трудящихся. Создание реальной возможности не допустить недоедания, голода, нищеты и ослабить влияние болезней.
11. Разумное преобразование первичной природы Земли с целью сделать способной удовлетворять все материальные, эстетические и духовные потребности численно возрастающего населения.
12. Исключение войн из жизни человечества.

Вернадский утверждал, что человечество в ходе своего развития превращается в новую мощную «геологическую силу», своей мыслью и трудом преобразующую лик планеты. Соответственно, оно в целях своего сохранения должно будет взять на себя ответственность за развитие биосферы, превращающейся в ноосферу, а это потребует от него определённой социальной организации и новой, экологической и одновременно гуманистической этики.
В. И. Вернадский писал о ноосфере как о состоявшейся реальности, и как о неотвратимом будущем. Рассматривал её как новое эволюционное состояние биосферы, переработанное научной мыслью социального человека. «Человек своим трудом — и своим сознательным отношением к жизни — перерабатывает земную оболочку — геологическую область жизни — биосферу. Он переводит её в новое геологическое состояние; его трудом и сознанием биосфера переходит в ноосферу … Лик планеты меняется глубочайшим образом. Создается стадия ноосферы».
Таким образом, понятие «ноосфера» предстаёт в двух аспектах:
1. ноосфера в стадии становления, развивающаяся стихийно с момента появления человека;
2. ноосфера развитая, сознательно формируемая совместными усилиями людей в интересах всестороннего развития всего человечества и каждого отдельного человека.

## Критика
Если понятие «живое вещество» было принято советской наукой, а понятие «биосфера» иногда встречается даже в пост-советских научных текстах, то понятие «ноосфера» вызывает резкие возражения в научных кругах, а в научных публикациях используется крайне редко. Критики учения о «ноосфере» указывают на то, что оно идеологизировано и носит не научный, а религиозно-философский характер. В частности, крупный советский эколог и доктор биологических наук Ф. Р. Штильмарк считает: «мысли о Ноосфере как Обществе Разума… уже по самой сути своей глубоко религиозны и пока что остаются утопичными».
Американский историк природоохраны Д. Винер называет учение о ноосфере «утопической и научно несостоятельной идеей».
Критика «ноосферы» Вернадского дана также в монографии Б. Миркина и Л. Наумовой.
Философ В. А. Кутырёв считает:

Суть обновлённого взгляда на ноосферу, который мы намерены здесь защищать и который, как кажется, более адекватно отвечает ситуации, такова: это учение с самого начала несло в себе элементы утопии; в нём переплелись аксиологические и онтологические подходы без какого-либо их разграничения… Ноосфера как гармония — сциентистский аналог социально-политических утопий типа коммунизма и прочих, более ранних мечтаний о рае.

Российский эколог и климатолог А. Поздняков пишет:

В научной среде России «ноосферогенез» рассматривается как учение. Однако если под учением понимать теорию достижения цели, единственно необходимую последовательность практических действий, то это скорее не учение, а недостаточно обоснованные утопические положения о всемогуществе Человека. В основе этого «учения» — обыкновенное человеческое тщеславие, выливающееся в эго- и антропоцентризм…

По мнению Л. Л. Прозорова,

многие современные интерпретации со ссылкой на «Учение Вернадского о ноосфере» носят разрозненный, в основном социально-политический, иногда спекулятивный характер, без определённого концептуального стержня. <…> не было создано такого учения, <…> чтобы научный мир принял его хотя бы как единую концепцию для своих исследований. Фактически это и породило ту легковесность, которая дала возможность делать любые построения «своих миров».

### Ноосферизм и ноосферология
На основе учения о «ноосфере» появилось понятие «ноосферизма».
Правоведы М. Н. Кузнецов и И. В. Понкин дали заключение «по содержанию религиозно-политической идеологии ноосферизма», в котором отмечен широчайший размах этой «квазирелигиозной идеологии», указано на тесные связи «ноосферизма» с оккультно-религиозным учением «русского космизма» и с оккультно-религиозными объединениями последователей Рерихов. В то же время, по утверждению авторов заключения, оно не относится напрямую к наследию Вернадского, поскольку «ноосферизм» является манипуляцией идеями Вернадского и его именем.
Российский историк и социолог Н. А. Митрохин называет ноосферологию «сциентистской интеллектуальной традицией, обожествляющей личность покойного академика В. Вернадского» и потенциально «самой влиятельной из гражданских религий современной России».

## В массовой культуре
- В субкультуре компьютерных игр несколько раз употреблялось понятие «ноосфера», хоть и в значении, мало связанном с изначальным (в частности, в играх S.T.A.L.K.E.R., Metro 2033 и Warhammer 40,000).